# Józef Górski (komunista)
Józef Górski pseud. Góra, Kaczor (ur. 20 czerwca 1882 w Sannikach, zm. 19 marca 1962 w Ursusie) – polski działacz komunistyczny.
Syn robotnika Michała, od 1896 był robotnikiem w kotłowni w fabryce papieru. W 1905 wstąpił do SDKPiL, a od 1918 działał w KPRP/KPP. Był również aktywistą MOPR, m.in. w 1922 był w niej skarbnikiem. 1923-1926 członek Komitetu Dzielnicowego (KD) KPRP/KPP w Jeziornie. Był współorganizatorem i jednym z przywódców strajku w Mirkowskiej Fabryce Papieru (26 V - 14 VIII 1926), gdzie pracował. Za udział w strajku zwolniony z pracy, po czym 4 VIII 1926 aresztowany i osadzony na Pawiaku. Po czterotygodniowym pobycie w areszcie został skazany na 9 miesięcy więzienia w zawieszeniu na 3 lata. Po zwolnieniu kontynuował działalność, m.in. przeciwstawiał się eksmisji Robotniczej Spółdzielni Spożywców i Domu Ludowego przez dyrekcję fabryki papieru i brał udział w strajkach i demonstracjach organizowanych w Jeziornie przez KPP. Pracował dorywczo, m.in. jako robotnik w Gminnej Robotniczej Spółdzielni Spożywców w Jeziornie, ponieważ z powodu swojej działalności komunistycznej nie mógł znaleźć stałego zatrudnienia. Od 1942 w PPR, członek KD PPR w Jeziornie. Po wojnie został portierem w Domu Młodego Robotnika Mirkowskiej Fabryki Papieru. Od 1948 w PZPR. Od X 1956 na emeryturze, ale był czynny w pracy miejscowej organizacji partii komunistycznej. Odznaczony Orderem Sztandaru Pracy I klasy.